# گلاسوویک
گلاسوویک (به صربی: Glasovik) یک روستا در صربستان است که در پروکوپلیه واقع شده‌است. گلاسوویک ۱۵۵ نفر جمعیت دارد.